# IC 1370
IC 1370 је галаксија у сазвјежђу Водолија која се налази на листи објеката дубоког неба у Индекс каталогу.
Деклинација објекта је + 2° 11' 32" а ректасцензија 21h 15m 14,3s. Привидна величина (магнитуда) објекта IC 1370 износи 13,9 а фотографска магнитуда 14,8. IC 1370 је још познат и под ознакама CGCG 375-21, 2ZW 111, PGC 66418.